# Сафіханов Емін Шахін огли
Емін Шахін огли Сафіханов (нар. 19 грудня 1999) — український футболіст азербайджанського походження, лівий захисник «Гірника-Спорту».

## Життєпис
У ДЮФЛУ з 2013 по 2016 рік виступав за донецький «Металург» та харківський «Металіст».
Влітку 2016 року став гравцем «Зорі». Протягом двох сезонів виступав за юнацьку та молодіжну команду луганців. Сезон 2018/19 років провів у молодіжних командах донецького «Олімпіка» та київського «Арсеналу». На початку вересня 2019 року приєднався до «Чайки». У футболці клубу з Петропавлівської Борщагівки дебютував 14 вересня 2019 року в нічийному (0:0) домашньому поєдинку 9-го туру групи А Другої ліги України проти вишгородського «Діназу». Емін вийшов на поле на 66-ій хвилині, замінивши Олексія Мілютіна. Першим голом на професіональному рівні відзначився 4 жовтня 2020 року на 48-ій хвилині нічийного (1:1) виїзного поєдинку проти дунаївцівського «Епіцентру». Сафіханов вийшов на поле в стартовому складі та відіграв увесь матч. За два сезоні, проведені в «Чайці», у Другій лізі України зіграв 36 матчів (3 голи), ще 1 поєдинок провів у кубку України.
У липні 2021 року підсилив «Гірник-Спорт». У футболці клубу з Горішніх Плавнів дебютував 24 липня 2021 року в програному (0:2) домашньому поєдинку 1-го туру Першої ліги України проти «Краматорська». Емін вийшов на поле в стартовому складі та відіграв увесь матч.